# Železniční most (Kolín)
Železniční most v Kolíně přes řeku Labe se nachází na železniční trati Praha – Lysá nad Labem – Kolín mezi železniční stanicí Kolín a zastávkou Kolín-Zálabí, v říčním km 921,1.

## Historie
První železniční most přes Labe na trati Kolín – Nymburk byl postaven v letech 1869–1870 společností Rakouské severozápadní dráhy. V letech 1908–1909 byl rekonstruován. Další rekonstrukce proběhla v roce 1991. Pro nízkou průjezdnou výšku 4,37 nad maximální výškou plavební hladiny byl nejnižší překážkou labské vodní cesty od Chvaletic. V roce 2009 byla zahájena přestavba mostu se zvýšením průjezdní výšky na 5,25 s pozdější možností zvýšení na 7 m. Zvedací zařízení třetího pole mostu nebylo realizováno. Výstavba nového mostu probíhala za vlakového provozu, kdy vlaky jezdily po jedné koleji.
Práce byly ukončeny 5. listopadu 2010, kolaudace byla v roce 2011. Investorem přestavby bylo Ředitelství vodních cest České republiky, projekt mostu vypracovala firma DECO Praha. Na výstavbě mostu se podílelo sdružení firem Viamont DSP, EUROVIA CS a EDS HOLDING. Výrobu a montáž ocelové mostní konstrukce zabezpečovala mostárna MCE Slaný, levou část mostu montovala firma Bögl a Krýsl.

## Popis

### Starý most
Most pro dvě koleje z roku 1909 měl délku 132 m a byl tvořen čtyřmi poli. První a druhé pole bylo tvořeno třemi plnostěnnými nýtovanými nosníky s rozpětím 15,90 m. Třetí a čtvrté pole překonávalo vodní tok řeky Labe. Byla tvořena třemi obloukovými příhradovými nýtovanými nosníky s rozpětím 49,38 m. Nosníky byly prostě uložené, mostovka byla spodní. Celková výška mostu 10,61 m, max. výška příhradového oblouku byla 7,39 m, šířka mostu 11,15 m. Opěry a tři pilíře byly postaveny z masivních pískovcových kvádrů uložených do řádkového zdiva. Pilíře spočívaly na pilotovaném roštu a pilíř v řečišti byl založen na kesonu, který se opíral o skalní podloží.

### Nový most
Nový most byl navržen jako dvě nezávislé příhradové jednokolejné mostní ocelové konstrukce se spodní mostovkou. Přemostění tvoří čtyři pole s rozpětím 32,03+49,00+28,00+20,01 m. Stavba byla rozdělena na deset stavebních navazujících postupů, tak aby byl zabezpečen jednokolejný provoz. Stavba byla zahájena v červnu 2009. V prvé řadě byly vybudovány nové pilíře P2 a P3 v úzké štětové jímce a nová opěra. Následně byla demontována návodní část mostu s kolejí č. 114. Původní pilíře P2 a P3 byly z poloviny seříznuté, demolovány a zbývající poloviny byly injektovány a zpevněny. Po úpravě původního pilíře P1 a opěry O5 bylo osazeno pole č. 2 pak pole č. 1, následně pole č. 3 nad plavební dráhou a nakonec pole č. 4. Po smontování mostní konstrukce, provedení izolace a železničního svršku byla na tuto část převedena kolejová doprava. Obdobně byla provedena zbývající část na levé (povodní) straně a koleji č. 112.
Data nového mostu
- délka mostu 140,21 m,
- délka přemostění 132,61 m,
- hmotnost ocelové konstrukce 1374 t,
- výška příhradové konstrukce 5,876 m,
- šířka mostu 18,65 m

Nové pilíře P2 a P3 jsou železobetonové s kamenným obkladem a v horní části s železobetonovým prahem s úložným prostorem pro zdvihací zařízení mostového pole 3. V případě potřeby zde by měly být instalovány hydraulické zvedáky (celkem osm) o nosnosti 500 kN. Na pilířích jsou umístěny radarové odražeče.
Po obou stranách mostu vede lávka. Na poli č. 3 je provedena zvýšená kabelová lávka ve výšce sedm metrů nad plavební hladinou.

### Ostatní
V souvislostí s přestavbou mostu byla potřeba zvednout sousední potrubní most.
Součástí rekonstrukce byla úprava pravobřežní a levobřežní strany mostu, týkající se úpravy podjezdů, železničních přejezdů, výstavba protihlukových stěn atd. Byly provedeny mimo jiné úpravy kolejí pro rychlost 85 km/h, v železniční stanici Kolín bylo rekonstruováno nástupiště 4 a 5, byla provedena rekonstrukce nymburského zhlaví a rekonstruováno kolejiště až po zastávku Kolín-Zálabí.
Celkové náklady na rekonstrukci činily 1,23 miliardy korun, z toho 877 milionů korun dotovala Evropská unie a zbytek Státní fond dopravní infrastruktury.